# 中国建筑第八工程局
中国建筑第八工程局有限公司（英文：China Construction Eighth Engineering Division. Corp. LTD），简称中建八局。该公司最早成立于1952年，曾经经历工改兵、兵改工的过程。1966年奉国务院、中央军委命令，整编为基建工程兵部队，1983年改编为企业。中建八局是中華人民共和國住房和城鄉建設部颁发的新房屋建筑工程施工总承包特级资质企业，主要经营业务包括房建总承包、基础设施、工业安装、投资开发和工程设计等，下设20多个分支机构，经营区域在中国国内有长三角、珠三角、京津环渤海湾、中部、西北、西南等区域，海外经营区域主要在非洲、中东、中亚、东南亚等地。该公司亦设有博士后科研工作站和省级技术中心以积聚科技优势。

## 历史
中建八局的历史始于1966年8月由部分施工队伍整编而成的解放军基建工程兵部队。国务院、中央军委1970年11月18日批准成立的基建工程兵西安指挥所（师级），是中建八局的前身。
1973年5月14日，西安指挥所奉命调迁辽宁省辽阳市，参加国家大型建设项目辽阳石油化学纤维厂的建设，番号改称基建工程兵二十二指挥部（师级）。1978年4月2日，二十二指挥部改称二十二支队（师级）。
1983年9月19日，基建工程兵二十二支队在山东济南正式改为中建八局，第201、221、211、212、207、208团依次改为一公司、二公司、三公司、四公司、机械化施工公司、安装公司，总定员1.5万人。
1998年6月中建八局总部南迁至上海市浦东新区。